# Félix Voulot (escultor)
Félix Louis Joseph Voulot, conocido como Félix Voulot, fue un escultor francés, nacido en Altkirch (Haut-Rhin) el 7 de mayo de 1865 y fallecido el año 1926. Trabajó la piedra y la madera.

## Datos biográficos
Era hijo del arqueólogo Félix Voulot (1828-1883,fr:), antiguo conservador del Museo departamental de los Vosgos (fr:).

## Obras

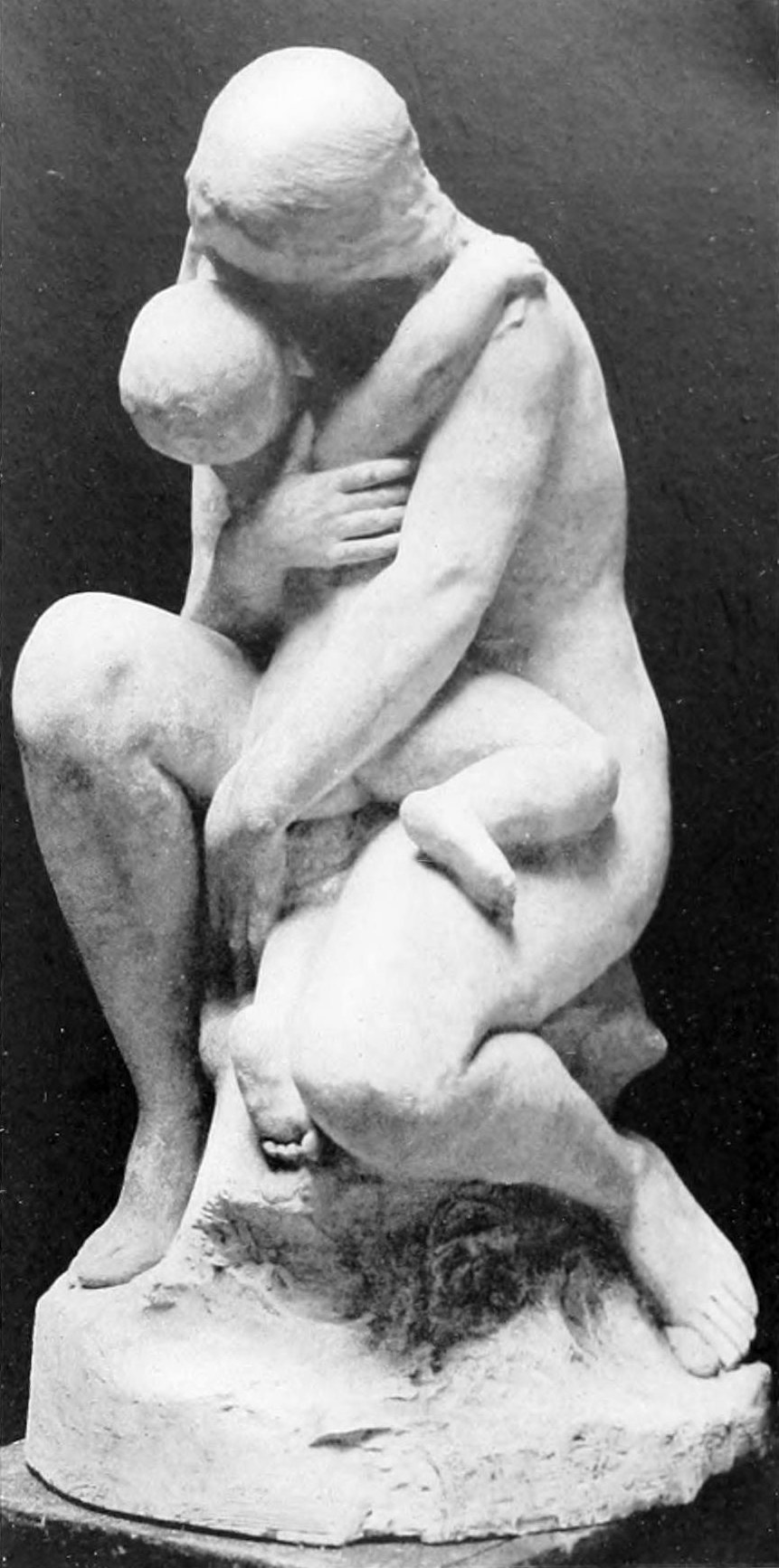
Grande maternité, escayola.
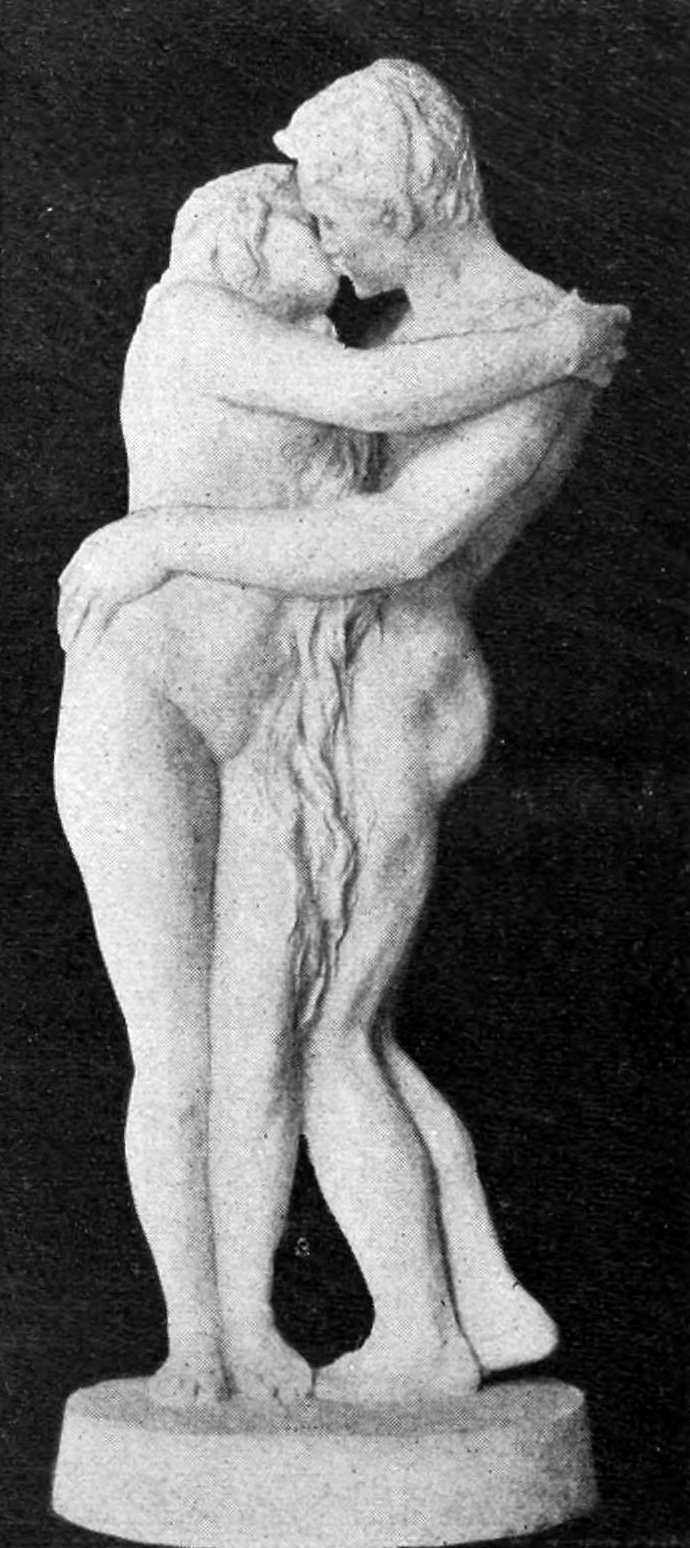
Le Pardon, 1899.
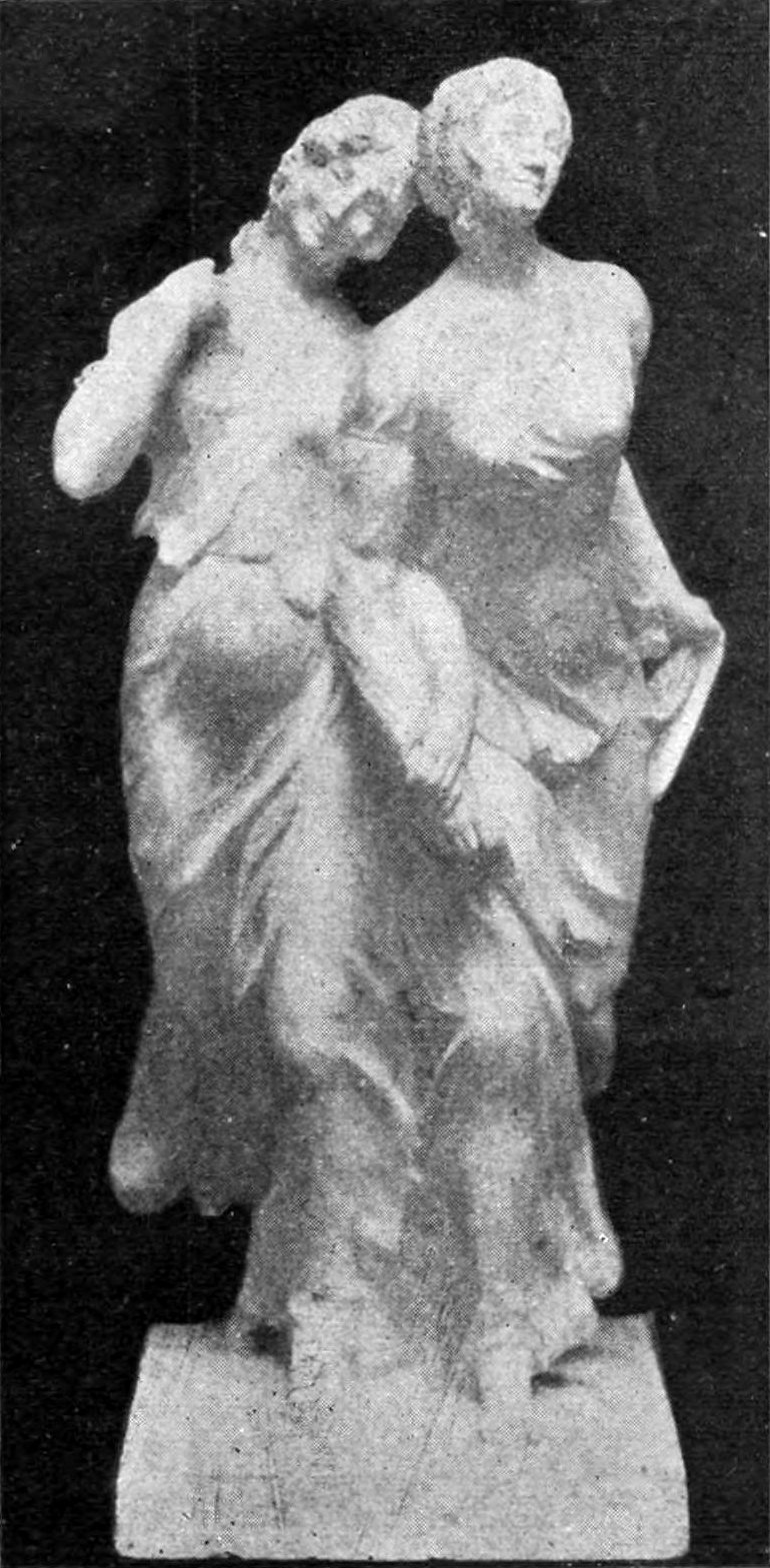

 Pulsar sobre la imagen para ampliar. 

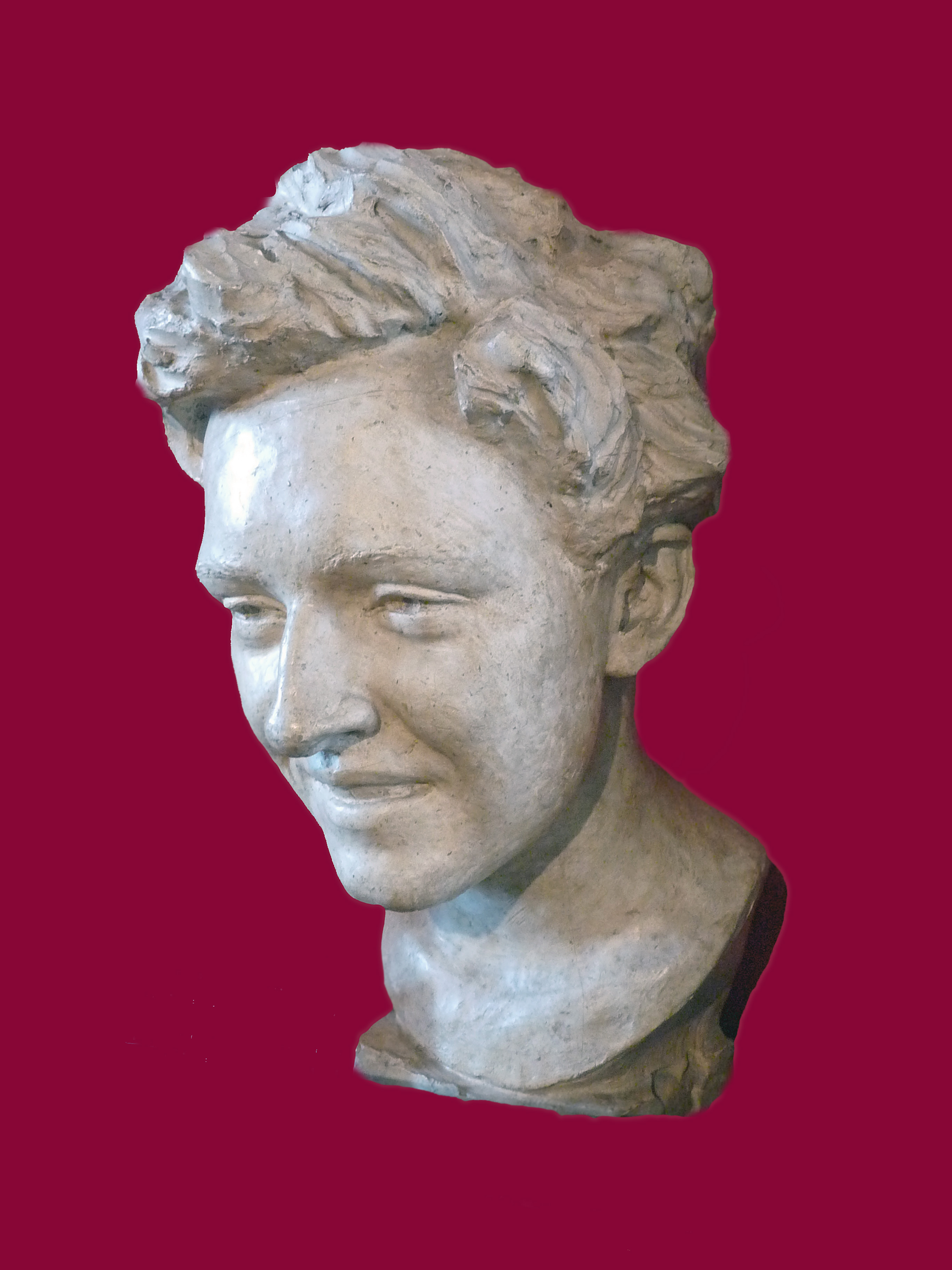
Jean Pottecher, escayola, museo Sundgauvien de Altkirch.
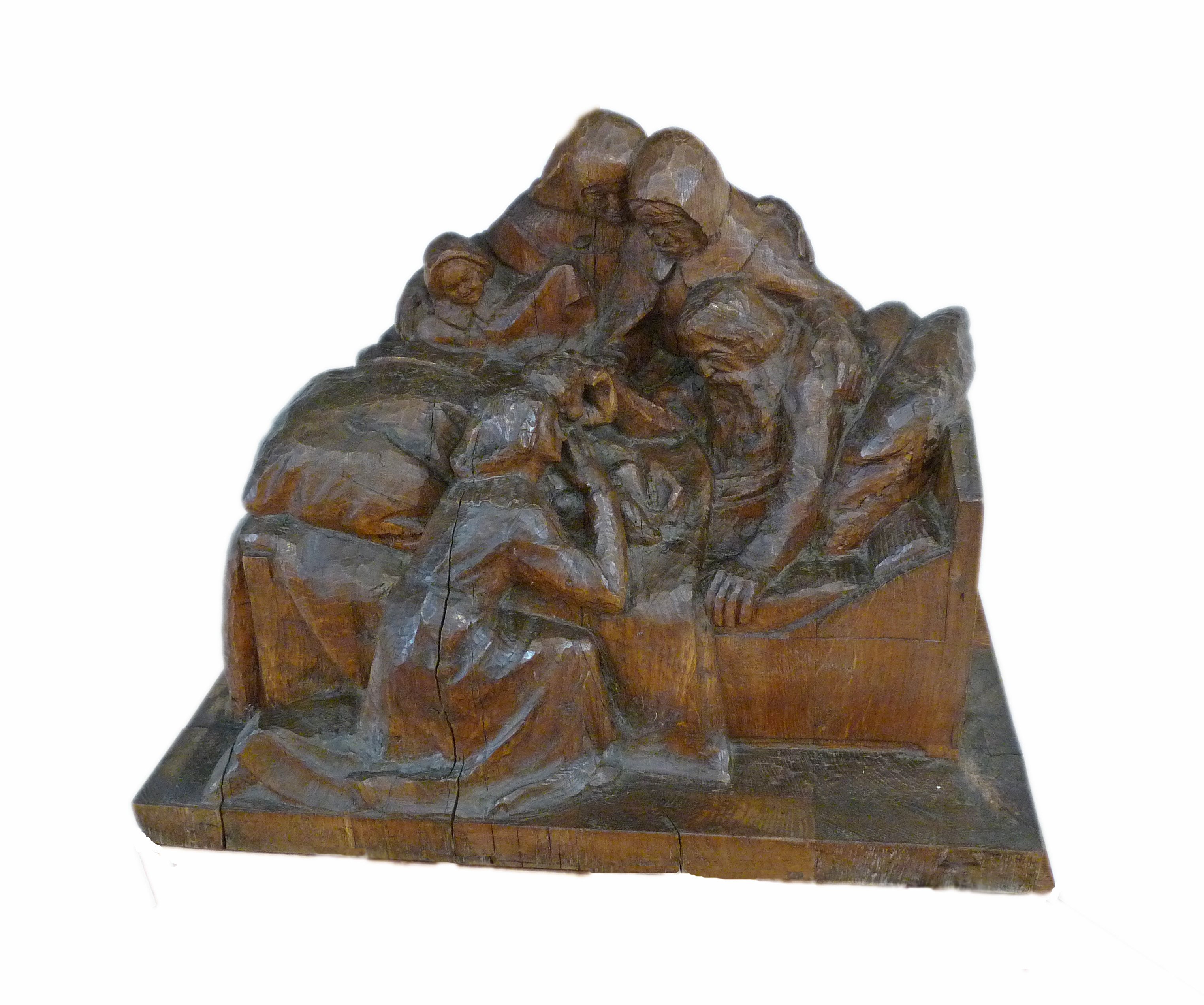
La Mort, madera, museo Sundgauvien de Altkirch.